# 2380 Heilongjiang
2380 Heilongjiang (1965 SN) là một tiểu hành tinh vành đai chính được phát hiện ngày 18 tháng 9 năm 1965 bởi Đài thiên văn Tử Kim Sơn ở Nanking.